# Championnats du monde de patinage synchronisé 2025
Navigation
Championnats du monde 2024 Championnats du monde 2026
Les Championnats du monde de patinage synchronisé 2025 ont eu lieu le 4 et 5 avril 2025 à Helsinki, en Finlande.
C'est la quatrième fois que la ville organise les championnats du monde de patinage synchronisé après les éditions de 2001, 2011 et 2019.

## Qualification
Les équipes sont éligibles à l'épreuve si elles représentent une nation membre de l'Union internationale de patinage (International Skating Union en anglais) et si les membres ont atteint l'âge de 17 ans avant le 1er juillet 2024,.
Les fédérations nationales sélectionnent leur équipe en fonction de leurs propres critères mais l'Union internationale de patinage demande pour la première fois lors de ces championnats du monde qu'un score minimum d'éléments techniques (Technical Elements Score en anglais) soit obtenu par les équipes pour participer aux championnats du monde.

### Score minimum d'éléments techniques
L'Union internationale de patinage stipule que les notes minimales doivent être obtenues lors d'une compétition internationale senior reconnue par elle-même au cours de la saison en cours ou précédente, au plus tard 28 jours avant le premier jour d'entraînement officiel. Il ces notes seront calculés en additionnant le meilleur score technique obtenu au programme court et le meilleur score technique obtenu au programme libre, ces derniers pouvant être obtenu dans des compétitions différentes. Pour ces championnats du monde l'ISU les fixe à 43.00 points.

### Nombres d'inscriptions par pays
En fonction des résultats des championnats du monde 2024, l'Union internationale de patinage autorise chaque pays à inscrire une à deux équipes. À la suite des derniers championnats du monde, le Canada, la Finlande, l'Allemagne, la Hongrie et les États-Unis ont la possibilité d'inscrire une seconde équipe.
| Nombres d'équipes | Pays |
| ----------------- | --- |
| 2                 | - Allemagne - Canada - États-Unis - Finlande                                                                                   |
| 1                 | - Australie - Croatie - Espagne - France - Grande-Bretagne - Hongrie - Italie - Japon - Pays-Bas - Pologne - Suisse - Tchéquie |

## Palmarès

### Podium
| Épreuve                                  | Or                 | Argent      | Bronze      |
| ---------------------------------------- | ------------------ | ----------- | ----------- |
| Patinage synchronisé résultats détaillés | Helsinki Rockettes | Team Unique | Haydenettes |

### Cinq meilleurs pays
Ces derniers auront la possibilités d'inscrire deux équipes aux championnats du monde 2025.
| Rang | Pays       | Or | Argent | Bronze | Classement Équipes |
| ---- | ---------- | -- | ------ | ------ | ------------------ |
| 1    | Finlande   | 1  | 1      | 0      | 1re, 2e            |
| 2    | États-Unis | 0  | 0      | 1      | 3e,8e              |
| 3    | Canada     | 0  | 0      | 0      | 4e, 5e             |
| 4    | Italie     | 0  | 0      | 0      | 6e                 |
| 5    | Allemagne  | 0  | 0      | 0      | 7e, 14e            |

## Résultats détaillés
| Rang | Nom                 | Pays        | Points | Programme court | Programme court | Programme libre | Programme libre |
| ---- | ------------------- | ----------- | ------ | --------------- | --------------- | --------------- | --------------- |
| 1    | Helsinki Rockettes  | Finlande    | 235.37 | 1               | 79.49           | 2               | 155.88          |
| 2    | Team Unique         | Finlande    | 234.29 | 2               | 77.31           | 1               | 156.98          |
| 3    | Haydenettes         | États-Unis  | 224.77 | 3               | 76.53           | 4               | 148.24          |
| 4    | Les Suprêmes        | Canada      | 219.41 | 5               | 68.50           | 3               | 150.91          |
| 5    | Nova Senior         | Canada      | 209.07 | 4               | 69.27           | 5               | 139.80          |
| 6    | Ice on Fire         | Italie      | 196.26 | 6               | 64.99           | 6               | 131.27          |
| 7    | Berlin 1            | Allemagne   | 191.88 | 7               | 64.93           | 8               | 126.95          |
| 8    | Skyliners           | États-Unis  | 186.40 | 9               | 58.57           | 7               | 127.83          |
| 9    | Jingu Ice Messenger | Japon       | 180.07 | 10              | 56.63           | 9               | 123.44          |
| 10   | Passion             | Hongrie     | 176.55 | 8               | 59.84           | 10              | 116.71          |
| 11   | Olympia             | Tchéquie    | 166.72 | 11              | 55.10           | 11              | 111.62          |
| 12   | Ice Fire Senior     | Pologne     | 157.22 | 12              | 52.62           | 12              | 104.60          |
| 13   | Ice United          | Pays-Bas    | 152.58 | 14              | 49.87           | 13              | 102.71          |
| 14   | United Angels       | Allemagne   | 150.96 | 13              | 51.15           | 15              | 99.81           |
| 15   | Les Zoulous         | France      | 149.10 | 15              | 48.58           | 14              | 100.52          |
| 16   | Starlight Elite     | Suisse      | 147.61 | 16              | 48.08           | 16              | 99.53           |
| 17   | Icicles Senior      | Royaume-Uni | 123.48 | 17              | 41.39           | 18              | 82.09           |
| 18   | Unity               | Australie   | 117.37 | 18              | 34.78           | 17              | 82.09           |
| 19   | Fusion              | Espagne     | 96.22  | 20              | 29.10           | 19              | 67.12           |
| 20   | Zagreb Snowflakes   | Croatie     | 94.99  | 19              | 30.79           | 20              | 64.20           |